# Regain (film)
Pour les articles homonymes, voir Regain.
Pour plus de détails, voir Fiche technique et Distribution.
Regain est un film français réalisé par Marcel Pagnol et sorti en 1937, adaptation du roman Regain de Jean Giono.

## Synopsis
Il ne reste que trois habitants dans Aubignane, un village isolé perché sur un plateau de Haute-Provence. 

Un beau jour, le vieux forgeron Gaubert quitte à son tour le village pour rejoindre son fils, laissant derrière lui Panturle, un chasseur robuste et bourru, et la Mamèche, une vieille paysanne italienne restée au village après la mort de son mari, tué dans l'éboulement du puits qu'il creusait.
D'après celle-ci, « si Panturle trouve une femme à marier, le village pourra renaître ». 

Elle part donc dans la plaine chercher l'élue et aperçoit Gédémus, un rémouleur itinérant, accompagné d'Arsule, une femme misérable que Gédémus a recueillie, mais qu'il traite comme une bête de somme.
La Mamèche agite alors sa silhouette de loin en loin de façon inquiétante pour effrayer Arsule et Gédémus et ainsi les pousser vers Aubignane. 

Une fois au village, et après quelques péripéties, Arsule finit par rencontrer Panturle.
Panturle et Arsule ont une discussion et Panturle explique à Arsule les raisons qui le poussent à rester, et il lui propose de monter au village avec lui. 

De ce couple qu'il forme avec Arsule, commence alors à renaître le village.

## Fiche technique
- Titre : Regain
- Autre titre : Arsule
- Réalisation, scénario et dialogues : Marcel Pagnol, d'après le roman éponyme de Jean Giono publié en 1930.
- Assistants réalisation : Léon Bourrely et Henri Garzia
- Décors : Marius Brouquier et René Paoletti
- Photographie : Willy Faktorovitch, Roger Ledru, Pierre Arnaudy et Henri Darriès
- Son : Jean Lecoq, Marcel Lavoignat, Max Olivier, Étienne Fabre
- Montage : Suzanne de Troye, assistée de Jeannette Ginestet
- Musique : Arthur Honegger
- Pays d'origine :  France
- Langue de tournage : français
- Tournage :
  - Période : de mars à septembre 1937 (simultanément avec Le Schpountz)
  - Extérieurs : Allauch, Aubagne, Gémenos, Roquevaire (Bouches-du-Rhône)
- Producteur : Marcel Pagnol
- Directeur de production : Charles Pons
- Société de production : Les Films Marcel Pagnol
- Société de distribution : Compagnie méditerranéenne de films
- Pays :  France
- Format : noir et blanc — 35 mm — 1.37:1 — monophonique (Phillips Sound)
- Durée : 150 minutes (et version 120 minutes)
- Genre : Film dramatique
- Date de sortie : 28 octobre 1937 en France

## Distribution
| - Fernandel : Urbain Gédémus, le rémouleur - Orane Demazis : Irène Charles alias « Arsule », la compagne d'Urbain - Gabriel Gabrio : Panturle, le paysan d'Aubignane - Marguerite Moreno : Zia Mamèche alias « la Mamèche » - Édouard Delmont : le père Gaubert, forgeron - Henri Poupon : L'Amoureux, un fermier ami de Panturle - Marguerite Chabert : Martine - Odette Roger : Alphonsine, la femme de l'Amoureux - Charblay : le boucher - Charles Blavette : Jasmin Gaubert, le fils - Milly Mathis : Belline, la femme de Jasmin - Louisard : le garde - Louis Chaix : le charbonnier - Robert Bassac : le percepteur - Olive Pierre (Pebre) : l'oncle Joseph - Paul Dullac : M. Astruc, courtier en blé | Non crédités : - Robert Le Vigan : le brigadier - Jean Castan : Jérémie - Louis Gay : Balthazar - Henri Rollan : Coriandre, le gendarme - Robert Vattier : le chef de gare - Fabre : Cabanis - Albert Spanna : le cocher |

## Distinction
- 5e cérémonie des New York Film Critics Circle Awards : Meilleur film en langue étrangère.

## Autour du film
- Rôle inhabituel pour Fernandel qui incarne le personnage moyennement sympathique du rémouleur Gédémus.
- Le village en ruines d'Aubignane a été entièrement construit pour les besoins du film (générique de début).
- Le Musée Maurice-Dufresne situé à Azay-le-Rideau expose telle quelle la charrette que Fernandel utilise dans le film.
- Lors de la ressortie du film en 1945, le nom de Le Vigan fut retiré du générique mais pas le personnage du gendarme.